# Macroocula nitida
Macroocula nitida (лат.) — вид мелких ос рода Macroocula из семейства Bradynobaenidae (Apterogyninae). Аравийский полуостров (Саудовская Аравия), Египет, Алжир, Индия, Израиль, Западная Сахара, Ливия, Мавритания, Мали, Мавритания, Марокко, Сенегал, Судан, Тунис, Чад.

## Описание
Внешне похожи на ос-немок (Mutillidae). Длина тела около 1 см. Желтовато-коричневые, голова и мезосома от тёмно-жёлтого до светло-коричневого.
Пунктуры на тергите T3 эллипсоидные, сходные с таковыми на тергите T2, более глубокие и плотные (1–2 диаметра друг от друга), чем у близкого вида  Macroocula savignyi.
Глаза крупные, полусферические; их диаметр в несколько раз больше расстояния между ними и основанием усиков у самцов или равно ему у самок. Вертлуги средней пары ног с выступом (на переднем и заднем выступов нет). Имеют резкий половой диморфизм: самки бескрылые с короткими 12-члениковыми усиками, самцы крылатые с длинными 13-члениковыми усиками. Биология неизвестна. Сходен с видом Macroocula savignyi, но последний вид на брюшке менее плотно пунктирован.